# Grant Hill
Grant Henry Hill (Dallas, Texas, 1972. október 5. –) amerikai profi kosárlabdázó. Egyetemistaként a Duke Egyetem színeiben, valamint profi karrierje elején Hillt az egyik legjobb all-around játékosnak tartották, aki gyakran volt csapata legeredményesebb játékosa pontokban, lepattanókban és gólpasszokban. Pályafutását súlyos sérülések akadályozták, különösen karrierje elején. Egy bal bokasérülés miatt például a teljes 2003–2004-es szezont ki kellett hagynia. 2015 óta az Atlanta Hawks résztulajdonosa.

## Életrajza
Grant Hill a texasi Dallasban született. Édesapja, Calvin Hill, a Dallas Cowboys háromszoros All-Pro running back-je, aki 1969-ben elnyerte az év támadó újonca címet. Édesanyja, Janet, a Wellesley főiskolán diplomázott, ahol elsőévesként Hillary Rodham volt a szobatársa.
Miután édesapja NFL-karrierje véget ért, a család a Virginia állambeli Restonba költözött, ahol Grant a South Lakes High School középiskola sztárja lett és 1990-ben beválasztották a McDonald's All-American Team-be.
Amikor az idő elérkezett, hogy főiskolát válasszon, Hill édesanyja kifejtette a Fox Sports "Beyond the Glory" című műsorában, hogy ő azt szeretné, ha a Georgetown University-re járna, míg apja a University of North Carolina-t részesítette előnyben. Hill semleges utat választott és úgy döntött, hogy a Duke-ra jelentkezik. Hill négy évet játszott a Duke Blue Devils csapatánál, 1991-ben és 1992-ben megnyerték az NCAA bajnokságot és a UCLA 1973-as győzelme óta a Duke-nak sikerült először megvédenie címét. Annak ellenére, hogy legfőbb segítői közül kettőt elvesztett, mivel Christian Laettner és Bobby Hurley az NBA-ben folytatta pályafutását, Hill 1994-ben elvezette a Duke-ot a döntőig, ahol azonban az Arkansas Razorbacks megállította őket. 
1993-ban elnyerte a Henry Iba Corinthian díjat, mint a legjobb védőjátékos, 1994-ben pedig őt választották az év játékosának az ACC-ben. Egyetemi karrierje alatt Hill lett az első játékos az ACC történetében, aki több, mint 1900 pontot, 700 lepattanót, 400 gólpasszt, 200 labdaszerzést és 100 blokkolt dobást tudott felmutatni. Sikeres egyetemi karrierje eredményeképp ő lett a nyolcadik játékos a Duke történetében, akinek a mezszámát (33) visszavonultatták. A Duke-nál töltött újoncéve után Hill az Egyesült Államok csapatával bronzérmet nyert az 1991-es Pán-amerikai Játékokon Havannában, Kubában.
Hill széles körben ismert az NCAA 1992-es területi döntőjében nyújtott elszánt játékáról a Kentucky ellen, amelyet sokan minden idők legjobb egyetemi kosárlabda-mérkőzésének tartanak. A Duke 103-102-es vesztésre állt a hosszabbítás vége előtt 2,1 másodperccel, miután a Kentucky játékosa, Sean Woods középtávoli dobása jó volt. Hill alapvonali bedobása az ellenfél büntetővonaláig szállt Christian Laettner kezébe, akinek egy lefordulást követően elengedett sikeres tempója a győzelmet jelentette csapata számára.

### Magánélete
A Michigan állambeli Detroitban Anita Baker énekes mutatta be Tamia R&B-énekesnőnek, akivel 1999. július 24-én összeházasodtak. 2002. január 23-án megszületett első gyermekük, kislányuk, Myla Grace Hill. 2003-ban egy TV-műsorban bejelentették, hogy Tamiánál sclerosis multiplexet diagnosztizáltak. Egy interjúban Tamia elmondta, hogy a betegség látszólag enyhült, időnként vannak tünetei, de azok kontrolláltak. Kijelentette, hogy a terhesség nagyban segített betegsége folyamatának enyhülésében. 2007. augusztus 9-én megszületett második gyermekük, Lael Rose Hill. Jelenleg Phoenixben, Arizonában élnek.

## NBA karrierje

### Detroit Pistons (1994–2000)
Grant Hillt az 1994-es NBA-draft harmadik kiválasztottja volt, miután 1994-ben lediplomázott a Duke Egyetemen. Nagy elvárások közepette érkezett a ligába, ahol sokan arra számítottak, hogy ő lesz a liga arca, miután Michael Jordan visszavonul. Az első idényében 19,9 pontot, 6,4 lepattanót, 5,0 gólpasszt és 1,77 labdaszerzést átlagolt, valamint Isiah Thomas 1981–82-es első idénye óta ő lett az első újonc a Pistons-nál, aki 1000 pontot szerzett. Hill az idény végén az NBA Év Újonca lett, megosztva a díjat a dallasi Jason Kidd-del. Dave Bing 1966–67-es győzelmét követően ismét detroiti nyerte el ezt a díjat. A Spoting News magazin szintén őt választotta az év újoncának. 1997-ben bekerült az All-NBA első csapatába, valamint az All-NBA második csapatába 1996-ban, 1998-ban, 1999-ben és 2000-ben. Hill rendszeresen szerepelt az NBA All-Star mérkőzéseken. Az 1995-ben történelmet írt azzal, hogy ő lett az első újonc, aki a legtöbb szavazattal került az All-Star mérkőzés kezdő ötösébe (1.289.585 szavazattal), épphogy megelőzve Shaquille O’Neal-t. Valójában Hill az első újonc minden fontosabb sportágat (NBA, NFL, NHL, MLB) figyelembe véve, aki egy All-Star mérkőzésre a legtöbb szavazatot kapta.
Második szezonjában ismét vezette az All-Star-szavazást, ezúttal Michael Jordannel (akinek visszatérését követően ez volt az első All-Star meccse). Az évad során Hill bemutatta sokoldalú képességeit, 10 tripla-duplájával ő érte el a legtöbbet ebben a mutatóban. A bajnokságot követően az atlantai olimpián aranyérmes válogatott tagjaként övé volt a csapat ötödik legjobb pontátlaga (9,7), valamint neki volt a legtöbb labdaszerzése (18). Ezt követő idénye volt eddigi legjobbja átlagban 21,4 ponttal, 9,0 lepattanóval, 7,3 gólpasszal és 1,8 labdaszerzéssel meccsenként. Larry Bird 1989–90-es szezonját követően ő lett az első, aki 20 pontot, 9 lepattanót és 7 gólpasszt átlagolt, olyan teljesítményt nyújtva, amit azóta sem ismételt meg senki. Ismét Hill érte el a legtöbb tripla-duplát, szám szerint 13-at, ami a liga összes tripla-duplájának 35 százalékát tette ki. Januárban ő lett a hónap játékosa, valamint elnyerte az NBA IBM Díját is, amit az a játékos kap, aki statisztikailag leginkább hozzájárul csapata teljesítményéhez. Az MVP-választáson harmadik helyen végzett Karl Malone és Michael Jordan mögött.
Jobban, mint Scottie Pippen a Bullsnál, Hill felvette a "point forward" szerepét Detroitban, lendületet adva a Pistons támadójátékának. Ennek eredményeképp 1995 és 1999 között Hill volt a legjobb gólpasszadó a guard-okat leszámítva mind a négy szezonban. A megrövidült 1999-es évad során csapata legeredményesebbje volt pontok, lepattanók és gólpasszok terén immár harmadszor, ezzel Wilt Chamberlain és Elgin Baylor után Grant Hill lett az a játékos, aki több, mint egy szezonban vezeti csapatát pontok, lepattanók és gólpasszok terén. Hill és Chamberlain az egyetlenek, akik mindezt három alkalommal teljesítették. Hillt beválasztották az 1998-as világbajnokságra készülő válogatott keretébe, de a végén egy NBa játékos sem játszott a tornán a lockout miatt.
Hill az 1999–2000-es szezonban megmutatta, hogy az NBA domináns támadói között a helye. 25,8 pontot átlagolt, tette mindezt 48,9%-os dobószázalékkal, ezzel a harmadik legeredményesebb játékos volt az MVP Shaquille O’Neal és Allen Iverson mögött. Hill remek egyéni teljesítménye ellenére a csapat sosem jutott messze a rájátszásban. Vagy már az első körben kiestek (1996, 1997, 1999), vagy el sem jutottak a rájátszásig (1994–1995 és 1997–1998). 2000-ben sem volt másképp. Április 15-én, 7 nappal a playoff rajtját megelőzően Hill kificamította a bal bokáját egy Philadelphia 76ers elleni meccsen. Bokasérülése ellenére Hillt néhány Pistons-szurkoló zaklatta, puhánynak nevezve őt, így úgy döntött, hogy pályára lép az első körben a Miami Heat ellen. Bokája állapota romlott és Hill kénytelen volt a második mérkőzés felénél elhagyni a játékteret. Végül a Heat 3-0-lal kiverte a Pistonst. Hillt beválasztották a 2000-es olimpiára készülő csapatba, de bokasérülése miatt nem tudott játszani.
Karrierje első hat szezonját követően, a bokasérülését megelőzően Hill összesen 9393 pontot, 3417 lepattanót és 2720 gólpasszt jegyezhetett. Oscar Robertson és Larry Bird az egyetlenek akik felülmúlták ezeket a számokat karrierjük első hat szezonjában.

### Orlando Magic (2000–2007)
2000. augusztus 3-án Hill rábírta a Pistons vezetőit, hogy küldjék őt az Orlando Magic-hez, melynek következtében Chucky Atkins és Ben Wallace Detroitba került. A Magic abban bízott, hogy a Torontotól megszerzett Tracy McGrady segítségével visszajuttatják az Orlando-t az NBA elitbe. Hillt azonban folyamatosan bokasérülések akadályozták, első orlandoi szezonjában 4, második évében 14, a harmadikban 29 mérkőzésen tudott pályára lépni, míg a teljes 2003–2004-es szezont ki kellett hagynia. Eközben a Pistons, aki legyőzte a Magic-et a 2003-as rájátszás első körében, a 2004-es év bajnoka lett.
2003 márciusában Hill egy jelentős sebészeti beavatkozáson ment keresztül, melynek során az orvosok újra eltörték a bokáját és helyreigazították a lábcsontjával. Öt nappal a beavatkozás után váratlan dolog történt: Hillnek 40,3 °C-os láza lett és rángatózások jelentkeztek. Azonnal kórházba került, ahol az orvosok eltávolították a sínt a bokájáról és észrevették, hogy a seb elfertőződött, amibe Hill majdnem belehalt. Egy hétig kórházban tartották, illetve 6 hónapig intravénás antibiotikumokat kapott.
A 2004–2005-ös szezonban úgy tűnt, visszatér a régi Grant Hill, aki olyan népszerű volt korábban. Bár egy bal sípcsont-sérülés miatt néhány meccset ki kellett hagynia, Hill 67 meccsen lépett pályára, mindegyiken kezdőként. Ez jóval több mérkőzést jelentett, mint az előző négy évadban összesen. A 2004 november 15-21-i héten a hét játékosának választották a Keleti Konferenciában. Az alapszakaszban 19,7 pontot átlagolt 50,9%-os mezőnymutatóval. A szurkolók ismét beválasztották az All-Star mérkőzés kezdőcsapatába, ahol győzelemre vezette a Keleti Konferencia csapatát a Nyugattal szemben. A szezon zárásaként elnyerte a Joe Dumars Trófeát, mint az NBA Sportsmanship Award nyertese.
A 2005–2006-os szezon első felének jelentős részében egy ágyéksérülés tartotta a pályán kívül Hillt. A bal bokája sérülését féltve futás közben egyenlőtlen nyomást gyakorolt a lábára, emiatt sérve alakult ki, amit sebészeti úton kezeltek. A műtét után elmondta, hogy egy újabb sebészeti beavatkozás esetén megfontolja visszavonulását.
A 2006–2007-es szezonban Hill visszatért a sérüléseket követően, noha több szóbeszéd a visszavonulását emlegette. A holtszezonban specialisták által vezetett terápián vett részt Vancouverben és állítása szerint ez idő alatt sokat javult bal bokája. Hill visszatért a Magic kezdő dobóhátvédjeként. Újabb sérülései (bal térde és egy ín a bal bokájában) ellenére Hillnek 65 mérkőzésen sikerült pályára lépnie, ami kettővel kevesebb, mint a legtöbb meccses szezonja a Magicnél. 14,4 ponttal, 3,6 lepattanóval és 2,1 gólpasszal zárta az alapszakaszt. Ebben az idényben láthattuk Hill visszatérését a rájátszásba, melyben 2000 óta nem volt része. A Magic tagjaként először szerepelt a bajnoki ráadásban. A 8. helyen kiemelt Magic Hill korábbi csapatával, a Detroit Pistons-szal találkozott az első körben. A Pistons jelentős rájátszásbeli tapasztalata uralkodott a tapasztalatlan Magic fölött, aki az elmúlt néhány éve nem vett részt a playoff küzdelmeiben. Annak ellenére, hogy volt néhány szoros mérkőzés, a párharc vége 4-0 lett a Pistons javára. Hill ettől bizonytalanná vált a folytatást illetően, nem tudta, hogy maradjon-e a Magic-nél, szerződjön más csapathoz, vagy visszavonuljon.

### Phoenix Suns (2007–2012)
2007. július 1-jén Grant Hill szabadon igazolhatóvá vált. Július 5-én ügynöke, Lon Babby elárulta, hogy Hill július 11-én a Phoenix Suns-hoz szándékozik igazolni. Hill a 2007–2008-as szezonban 1,83 millió, az azt követő évben 1,97 millió dollárt keresett. Hill engedélyt kapott Alvan Adams-től, hogy viselhesse az ő tiszteletére visszavonultatott 33-as mezt. Hillnek sikerült jól alkalmazkodnia a Suns külső játékához, az első hónapokban két számjegyű pontot átlagolt, ezzel a Phoenix egyik kulcsjátékosává vált. A csapat első 34 mérkőzésén pályára lépett, ám egy 2008 január 9-i sürgős vakbélműtét két hétre az oldalvonalra kényszerítette. Annak ellenére, hogy több sérülés is akadályozta az idényen keresztül, Hill első 70-meccses szezonját zárta, amióta eljött Detroitból, 13,1 pontot, 5,0 lepattanót és 2,9 gólpasszt átlagolva.
A 2008–2009-es szezonban karrierje során először lépett pályára az alapszakasz összes meccsén. Az évad során átlag 12 pontot, 4,9 lepattanót és 2,3 gólpasszt elérő Hill az utolsó mérkőzést 27 ponttal és 10 lepattanóval zárta.
2009. június 10-én az Associated Press közölte, hogy Hill kétéves szerződést kötött a Phoenix Suns-szal, a New York Knicks és a Boston Celtics ajánlatait visszautasítva.
2010-ben a Phoenix Suns bejutott a nyugati főcsoport elődöntőjébe, miután Hill először került ki győztesen egy playoff párharcból. Azzal, hogy 4-2-vel búcsúztatták a Portland-et, ő lett az első olyan játékos, aki első playoff párharcát a 15. idénye után nyerte. A Spurs elleni 4-0 után a Suns a nyugati főcsoort döntőjébe jutott, ott azonban a Los Angeles Lakers hat mérkőzés során megállította őket. Június 8-án Hill kihasználta szerződésének opcióját és maradt a 2010-11-es szezonra.
2011. december 9-én Hill egyéves, 6,5 millió dolláros szerződést kötött a csapattal. A szezonban átlépte a 17000 pontos határt, az idény végén a NBA 78. helyén állt a szerzett pontok listáján.

### Los Angeles Clippers (2012–2013)
Július 18-án Hill aláírt egy szerződést a Los Angeles Clippers-szel.

### Átigazolásai
- 1994. június 29.: A Detroit Pistons draftolta az első kör 3. választottjaként.
- 2000. augusztus 3.: Az Orlando Magic-hez került Chucky Atkins és Ben Wallace-ért cserébe.
- 2007. július 11.: Szabadügynökként a Phoenix Suns-hoz igazolt.
- 2012. július 18.: Szabadügynökként a Los Angeles Clippers-hez igazolt.

## NBA statisztikái

### Alapszakasz
| Év       | Csapat   | GP   | GS  | MPG  | FG%   | 3P%   | FT%   | OFF | DEF | RPG | APG | SPG | BPG | TO   | PF   | PPG  |
| -------- | -------- | ---- | --- | ---- | ----- | ----- | ----- | --- | --- | --- | --- | --- | --- | ---- | ---- | ---- |
| 1994-95  | Detroit  | 70   | 69  | 38,3 | 0,477 | 0,148 | 0,732 | 1,8 | 4,6 | 6,4 | 5,0 | 1,8 | 0,9 | 2,89 | 2,90 | 19,9 |
| 1995-96  | Detroit  | 80   | 80  | 40,8 | 0,462 | 0,192 | 0,751 | 1,6 | 8,2 | 9,8 | 6,9 | 1,2 | 0,6 | 3,29 | 3,00 | 20,2 |
| 1996-97  | Detroit  | 80   | 80  | 39,3 | 0,496 | 0,303 | 0,711 | 1,5 | 7,5 | 9,0 | 7,3 | 1,8 | 0,6 | 3,24 | 2,30 | 21,4 |
| 1997-98  | Detroit  | 81   | 81  | 40,7 | 0,452 | 0,143 | 0,740 | 1,1 | 6,5 | 7,7 | 6,8 | 1,8 | 0,6 | 3,52 | 2,40 | 21,1 |
| 1998-99  | Detroit  | 50   | 50  | 37,0 | 0,479 | 0,000 | 0,752 | 1,3 | 5,8 | 7,1 | 6,0 | 1,6 | 0,5 | 3,68 | 2,30 | 21,1 |
| 1999-00  | Detroit  | 74   | 74  | 37,5 | 0,489 | 0,347 | 0,795 | 1,3 | 5,3 | 6,6 | 5,2 | 1,4 | 0,6 | 3,24 | 2,60 | 25,8 |
| 2000-01  | Orlando  | 4    | 4   | 33,3 | 0,442 | 1,000 | 0,615 | 2,0 | 4,3 | 6,3 | 6,3 | 1,2 | 0,5 | 2,75 | 2,30 | 13,8 |
| 2001-02  | Orlando  | 14   | 14  | 36,6 | 0,426 | 0,000 | 0,863 | 2,1 | 6,9 | 8,9 | 4,6 | 0,6 | 0,3 | 2,64 | 2,90 | 16,8 |
| 2002-03  | Orlando  | 29   | 29  | 29,1 | 0,492 | 0,250 | 0,819 | 1,4 | 5,7 | 7,1 | 4,2 | 1,0 | 0,4 | 2,90 | 1,60 | 14,5 |
| 2004-05  | Orlando  | 67   | 67  | 34,9 | 0,509 | 0,231 | 0,821 | 1,1 | 3,6 | 4,7 | 3,3 | 1,5 | 0,4 | 2,40 | 2,10 | 19,7 |
| 2005-06  | Orlando  | 21   | 17  | 29,2 | 0,490 | 0,250 | 0,765 | 0,7 | 3,1 | 3,8 | 2,3 | 1,1 | 0,3 | 1,67 | 2,40 | 15,1 |
| 2006-07  | Orlando  | 65   | 64  | 30,9 | 0,518 | 0,167 | 0,765 | 0,8 | 2,8 | 3,6 | 2,1 | 0,9 | 0,4 | 2,22 | 2,20 | 14,4 |
| 2007-08  | Phoenix  | 70   | 68  | 31,7 | 0,503 | 0,317 | 0,867 | 1,1 | 4,0 | 5,0 | 2,9 | 0,9 | 0,8 | 1,37 | 2,20 | 13,1 |
| 2008-09  | Phoenix  | 82   | 68  | 29,8 | 0,523 | 0,316 | 0,808 | 0,8 | 4,2 | 4,9 | 2,3 | 1,1 | 0,7 | 1,54 | 2,20 | 12,0 |
| 2009-10  | Phoenix  | 81   | 81  | 30,0 | 0,478 | 0,438 | 0,817 | 0,9 | 4,6 | 5,5 | 2,4 | 0,7 | 0,4 | 1,33 | 2,04 | 11,3 |
| 2010-11  | Phoenix  | 80   | 80  | 30,1 | 0,484 | 0,395 | 0,829 | 1,0 | 3,3 | 4,2 | 2,5 | 0,8 | 0,4 | 1,68 | 2,30 | 13,2 |
| 2011-12  | Phoenix  | 49   | 46  | 28,1 | 0,446 | 0,264 | 0,761 | 0,6 | 2,9 | 3,5 | 2,2 | 0,8 | 0,6 | 1,33 | 1,80 | 10,2 |
| 2012-13  | Clippers | 29   | 0   | 15,1 | 0,388 | 0,273 | 0,583 | 0,2 | 1,5 | 1,7 | 0,9 | 0,4 | 0,2 | 0,86 | 1,34 | 3,2  |
| Össz.    |          | 1026 | 972 | 33,9 | 0,483 | 0,314 | 0,769 | 1,1 | 4,9 | 6,0 | 4,1 | 1,2 | 0,6 | 2,40 | 2,32 | 16,7 |
| All-Star |          | 6    | 6   | 22,2 | 0,571 | 0,500 | 0,545 | 0,7 | 1,8 | 2,5 | 3,2 | 1,2 | 0,2 | 1,67 | 1,20 | 10,5 |

### Rájátszás
| Év      | Csapat   | GP | GS | MPG  | FG%   | 3P%   | FT%   | OFF | DEF | RPG | APG | SPG | BPG | TO   | PF   | PPG  |
| ------- | -------- | -- | -- | ---- | ----- | ----- | ----- | --- | --- | --- | --- | --- | --- | ---- | ---- | ---- |
| 1995-96 | Detroit  | 3  | 3  | 38,3 | 0,564 | 0,500 | 0,857 | 1,3 | 6,0 | 7,3 | 3,7 | 1,0 | 0,0 | 2,67 | 4,30 | 19,0 |
| 1996-97 | Detroit  | 5  | 5  | 40,6 | 0,437 | 0,000 | 0,718 | 2,6 | 4,2 | 6,8 | 5,4 | 0,8 | 1,0 | 3,80 | 2,80 | 23,6 |
| 1998-99 | Detroit  | 5  | 5  | 35,2 | 0,457 | 0,000 | 0,813 | 1,4 | 5,8 | 7,2 | 7,4 | 2,0 | 0,4 | 2,40 | 2,40 | 19,4 |
| 1999-00 | Detroit  | 2  | 2  | 27,5 | 0,375 | 0,500 | 0,900 | 0,0 | 5,5 | 5,5 | 4,5 | 0,5 | 0,0 | 5,00 | 3,50 | 11,0 |
| 2006-07 | Orlando  | 4  | 4  | 35,8 | 0,500 | 0,000 | 0,667 | 0,5 | 5,0 | 5,5 | 3,8 | 0,5 | 0,2 | 2,50 | 2,00 | 15,0 |
| 2007-08 | Phoenix  | 3  | 2  | 22,7 | 0,455 | 0,000 | 1,000 | 1,0 | 4,3 | 5,3 | 1,0 | 0,7 | 0,3 | 0,00 | 1,00 | 3,7  |
| 2009-10 | Phoenix  | 16 | 16 | 28,3 | 0,480 | 0,188 | 0,868 | 0,8 | 5,1 | 5,8 | 2,3 | 0,8 | 0,6 | 1,19 | 2,88 | 9,6  |
| 2012-13 | Clippers | 1  | 0  | 20,0 | 0,500 | 0,000 | 0,000 | 2,0 | 2,0 | 4,0 | 2,0 | 0,0 | 0,0 | 1,00 | 5,00 | 4,0  |
| Össz.   |          | 39 | 37 | 31,6 | 0,469 | 0,238 | 0,781 | 1,1 | 5,0 | 6,1 | 3,6 | 0,9 | 0,5 | 2,03 | 2,77 | 13,4 |

### Egyéni legjobbjai
| Dobott pont | Támadó lepattanó | Védekező lepattanó | Lepattanó | Gólpassz | Labdaszerzés | Dobásblokkolás |
| ----------- | ---------------- | ------------------ | --------- | -------- | ------------ | -------------- |
| 46          | 8                | 17                 | 18        | 14       | 6            | 4              |